# 石野伸子
石野 伸子（いしの のぶこ、1951年 - ）は、日本のジャーナリスト、新聞記者。産経新聞「夕焼けエッセー」生みの親で、「あさが来た」ブームの火付け役。

## 来歴
広島県生まれ。大阪外国語大学（現大阪大学外国語学部）ドイツ語学科を卒業、1974年（昭和49年）産経新聞社入社。産経新聞大阪本社編集局社会部を経て文化部。2000年（平成12年）文化部長。2003年編集局次長。2005年東京本社編集局編集委員。2008年大阪本社編集局編集委員兼特別記者。ラジオ大阪 News Tonight いいおとなの「アンカーマン」も務めた（コメンテーター、2018年3月29日で降板）。

## 「夕焼けエッセー」生みの親
文化部長時代の2002年（平成14年）4月1日、産経新聞の夕刊（関西圏）で連日、読者の投稿コーナー「夕焼けエッセー」を開始させたが、新聞の顔と言える1面（表紙）に掲載する方針は大きな反響を呼び、スタート時点までに寄せられた作品だけで196点にのぼる人気となった。
新たな新聞の顔となった「夕焼けエッセー」は、読者が暮らしの悲喜こもごもを、600字程度のエッセーとして自由自在に綴るものだが、その応募作品から石野と川柳作家の時実新子、作家の玉岡かおる、SF作家の眉村卓が毎月「最優秀賞」と毎年「大賞」を選定。玉岡が「生活の中から生まれる本当のドラマ。だからどんなニュースにも負けない」と説明するように他の読者の関心も高く、18年たった現在も連日10通近い投稿があるという。

## 「あさが来た」ブーム火付け役
2003年の編集局次長（編集局長に次ぐ責任者）時、初の女性編集長として、夕刊編集の指揮を執った。生活や家族、女性に関する「生活面」記者として取材・執筆が長く、大阪の衣食住をはじめ、「生活実感にもとづき自分の足と感性で発見したホンネコラムをつづるのを信条」としている
2012年（平成24年）11月、自ら夕刊で連載「浪花女を読み直す」を始める。大阪ゆかりの小説家、谷崎潤一郎や田辺聖子、山崎豊子らの文学作品に登場の“浪花女”を紐解きながら、ヒロインの魅力を味わい直す手法。その一環で2015年（平成27年）に取り上げたのが、明治を代表する女性実業家広岡浅子。浅子に関する大型連載ノンフィクション『九転十起の女――広岡浅子伝』は大きな反響を呼び、浅子をモデルとしたNHK連続テレビ小説「あさが来た」のブームとなる。後に石野は浅子“復活”の火付け役として、浅子の創設した日本女子大学で、浅子の創設した大同生命保険の寄付講座で、浅子について講演することになる
連載で広岡浅子を選んだ、もう一つのテーマについて石野は女子教育と関西創生を挙げ、「女子大建設は当初、大阪で構想された（現大阪府立清水谷高等学校）。寄付金一覧に広岡家をはじめ住友、芝川、鴻池といった関西の財閥と並び、司馬遼太郎の小説『俄』に登場する長州出身の相場師、磯野小右衛門の名前がみえる」と説明。三井家出身とはいえ“男尊女卑”色の濃い明治時代、女性である浅子が大阪経済界だけでなく長州人脈とも異例の人脈を築いた点を踏まえ、「単に元気な女性の足跡を掘り起こす作業ではない。浅子の人生を通し、遠い過去として埋もれたままの大阪の近代経済史をリアルに浮かび上がらせる。そこから学びとれることは、きっと多いはずだ」と結んでいる。

## 司馬遼太郎と「二重の後輩」
また、石野は、産経新聞記者としての先輩で、所属部署（文化部）も出身大学も同じ小説家司馬遼太郎の業績や遺徳をしのぶ「大阪大学司馬遼太郎記念学術講演会」（大阪大学・産経新聞社の共催）の司会を例年、務めている。この講演会の総合司会は、大学の後輩で、ラジオ番組でも長年共演の小川真由ラジオ大阪アナウンサー。小川は、石野について「大学の先輩で、女性として母としてキャリアを積み重ねてこられた」と評している。

## 著書

### 単著
- 『女50歳からの東京ぐらし』（産経新聞出版、2008年）

### 共著
- 『沈黙の大国』（産経新聞特別企画取材班）（産経新聞ニュースサービス＝現・産経新聞出版、1993年）
- 『沈黙の大国 2』（産経新聞特別企画取材班）（産経新聞ニュースサービス、1994年）
- 『九転び十起き！　広岡浅子の生涯』（産経新聞出版、2015年）

### 編共著
- 『夕焼けエッセー 街角の600字』（時実新子・玉岡かおる共撰、産経新聞ニュースサービス、2003年）
- 『夕焼けエッセー 2』（時実新子・玉岡かおる共撰、産経新聞ニュースサービス、2004年）
- 『夕焼けエッセーまとめて5年分』（時実新子・玉岡かおる・眉村卓共選、産経新聞出版、2009年）
- 『夕焼けエッセー2017 おかげさまで15年』（玉岡かおる・眉村卓共選、産経新聞出版 2016年）